# یاسوتاکا یوشیدا
یاسوتاکا یوشیدا (انگلیسی: Yasutaka Yoshida؛ زادهٔ ۲۲ نوامبر ۱۹۶۶) بازیکن فوتبال اهل ژاپن است.
از باشگاه‌هایی که در آن بازی کرده‌است می‌توان به باشگاه فوتبال سانفریس هیروشیما اشاره کرد.